# 남방도시보
남방도시보(南方都市报)는 중국 광저우시에 위치한 영리 타블로이드 신문이며, 그 발행 부수는 광둥성과 주강 삼각주 지역 전체에 걸쳐 있다. 남방도시보는 중국공산당 광둥성 위원회의 통제 아래 있는 남방미디어그룹의 구성원이다. 이 신문은 매일 72페이지 분량으로 발행되며, 소비재, 국제 문제, 스포츠 및 기타 공공의 관심사에 대한 여러 섹션을 다룬다.
남방도시보는 탐사 보도로 가장 잘 알려져 있다. 남방도시보는 여러 스캔들과 논란에 연루되었다. 가장 잘 알려진 논란은 '쑨즈강 사건' 보도로, 이는 강제 송환법 폐지로 이어졌다. 이 보도로 인해 남방도시보 기자 청이중, 리민잉, 위화펑은 투옥되고 고문을 당하기도 했다.
남방도시보의 모토는 "사람들을 위해 글을 쓴다"이다. 2005년, 청이중은 중국의 검열법과 경찰 부패에 대한 저항으로 유네스코 세계언론자유상을 수상했다.

## 역사

### 기원
남방도시보(SMD)는 1995년에 처음 창간되었다. 광둥성과 주강 삼각주 지역의 광저우시에 위치해 있다. 처음에는 남방주보라는 이름으로 주간 신문으로 창간되었다. 남방미디어그룹의 구성 지사로 설립되었으며, 모두 남방미디어그룹의 일부이다. 남방도시라는 이름은 1997년에 남방미디어그룹에 의해 남방도시보로 확장되었으며, 이로써 타블로이드 미디어 형태로 확립되었다. 남방도시보는 광둥 지역의 다른 일간 신문들과 경쟁한다; 정보시보, 난팡저우모, 양성만보, 광저우일보 등이 있다. 남방도시보 본사는 1997년에 광저우 중국에 설립되었으며, 현재도 그곳에 위치해 있다. 남방도시보는 간체 만다린어로 작성되며, 발행 부수는 184만 5천 명이다. 남방도시보는 공영 미디어 제작 회사이다. 광저우시의 모든 지역 신문 중 1위를 차지한다.

### 남방주보에서 남방도시보로의 개편 및 전환
1995년, 당시 '남방주보'라는 이름의 주간 신문이던 남방도시보는 주간 발행물로 수익을 내지 못하고 있었다. 이는 당시 모든 신문이 정부 성명의 대변자였고, 정부 당국자들이 지역 신문에 대한 공공 자금 지원을 제한하기 시작했기 때문이었다. 남방미디어그룹은 신문을 부활시키려 했으나, 광고주와 투자자의 제한된 사적 자금 지원으로 실패했다. 이에 남방미디어그룹은 '남방주보'를 중단하고 새로운 타블로이드 일간 신문인 '남방도시보'를 창간하기로 결정했다. 이 첫 번째 개편 동안 남방도시보는 16페이지로 구성되었고, 신문 내 다양한 섹션에 200명의 직원을 고용했다. 1998년, 남방도시보는 앞면에 노란색과 빨간색의 마스트헤드를 특징으로 하는 타블로이드판으로 변경했다. 같은 해, 남방도시보는 국제 관계 및 정책에 대한 뉴스를 앞면에 실은 최초이자 유일한 일간 타블로이드가 되었다. 남방도시보는 또한 '소비자 섹션'을 만들었는데, 매일 다른 소비재를 다루었다. 예를 들어, 자동차 판매는 월요일에, 부동산 중개업소는 목요일 일간지에 새로운 부동산 매물 광고를 실었다. 1999년 12월, 남방도시보의 발행 부수는 60만 부로 기록되었다. 개편은 계속되어 1995년 16페이지에서 2000년까지 72페이지로 늘어났다. 2000년에는 2000명 이상의 사람들이 남방도시보에 고용되었으며, 평균 연령은 27세였다.

### 가격 변동
1997년부터 2007년 사이에 남방도시보의 가격은 0.5위안(약 0.10 AUD)이었다. 이는 광둥성 및 주강 삼각주 지역의 모든 일간 타블로이드 신문에 대한 시장 표준 가격이었다. 남방도시보는 2007년 초 가격을 1위안으로 인상한 해당 성 최초의 공영 신문이었다. 2007년 11월 초, 남방도시보는 일간지 가격을 2위안으로 인상하여 200% 증가했다. 연간 구독 패키지는 360위안에서 720위안으로 인상되어 광둥성 지역에서 공식적으로 가장 비싼 일간 타블로이드 신문이 되었다.

## 조직

### 보도진
남방도시보는 중국과 관련된 공공의 관심사에 대한 지역, 국내, 국제 문제를 보도한다. 이 신문은 선전, 주하이, 시안 등 중국 전역에 국내 특파원을 두고 있다. 남방도시보는 또한 런던과 카디프에 국제 특파원을 두고 있다. 2020년 현재 남방도시보는 4,600명에서 5,000명 사이의 직원을 고용하고 있다. 남방도시보의 직원 평균 근속 기간은 1.8년이며, 2020년 11월부터 2021년 4월 사이에 직원 수가 8% 증가했다.

## 내용

### 사설 입장
남방도시보는 이윤 창출을 목표로 하는 시장 기반 신문 매체이다. 이 신문은 자유주의적 정치 성향을 가진 영리 신문이다. 남방도시보는 "서구 저널리즘 규범 실천"으로 유명하다. 남방도시보는 원촨 지진과 산시 광산 사망 사고와 같은 지역 사건 보도에 중점을 둔다. 남방도시보는 보고서에 통계적 증거와 의견 기반 저널리즘을 제공한다. 남방도시보는 보도에 대한 다양한 관점을 제공하기 위해 설문 조사를 실시하고 시민들과 거리 인터뷰를 진행하여 지역 대중과 소통한다.

### 구성
남방도시보는 연중 365일 매일 70~90페이지 분량의 발행물을 제공한다. 매주 토요일 남방도시보는 "심층 주간 리뷰"를 발행하는데, 이는 해당 주간에 일간지에서 다루어진 사건들을 조사하고 검토하는 탐사판이다. 신문의 첫 페이지 중 30%는 헤드라인과 남방도시보 배너로 구성되며, 70%는 텍스트가 포함된 이미지 또는 일련의 이미지이다. 남방도시보는 일간 발행물 내에 6개의 섹션을 포함한다. 여기에는 특집 기사, 문화 섹션, 정치 섹션, 경제 섹션, 탐사 섹션, 역사 섹션, 소비자 섹션, 국제 섹션이 포함된다.

### 스타일
남방도시보는 다채로운 사진과 대중주의적 글쓰기 스타일로 유명하며, 종종 대중에게 검열되지 않은 묘사를 전달하기 위해 검열법을 위반하기도 한다. 남방도시보는 범죄 피해자, 경찰 관계자 및 공공의 관심사에 관련된 사람들과의 인터뷰를 자주 포함하는 탐사 스타일을 가지고 있다. 남방도시보의 모토는 "사람들을 위해 글을 쓴다"이다.

## 비판 및 논란

### 해고 및 공개 사임
남방도시보에서 직원의 해고는 종종 남방도시보의 사설 입장과 일치하지 않는 기자/편집자의 글쓰기 스타일 때문에 발생한다. 이는 중국의 엄격한 검열법 때문이다. 이러한 법은 중국 정부에 "명예를 훼손하는" 것으로 간주되는 관점의 출판을 금지한다.
2005년 12월 27일, 남방도시보의 편집장이었던 샤이타오가 전적으로 해고되었다. 이는 12월 26일자 신문 표지 기사 때문인데, 이 기사는 광둥성 정치인 쉬샤오화가 광산 사고로 중국 정부로부터 처벌을 받았다고 묘사했다. 2004년 1월, 남방도시보 부편집장 리민잉과 총괄 매니저 위화펑은 중국 경찰에 체포 및 구금된 후 국가 공무원들에 의해 사임을 강요당했다. 이는 중국의 검열법을 위반하여 쑨즈강에 대한 경찰 고문 의혹을 보도했기 때문이었다. 2004년, 정치 개혁 운동가이자 남방도시보 기자 청이중과 남방도시보 마케팅 매니저 위화펑, 린민잉은 남방도시보 구조조정을 위해 사용될 공공 자금의 횡령 혐의로 중국 증권감독관리위원회에 의해 중국 경찰에 의해 기소되었다. 2010년, 남방도시보 중국 역사 칼럼 디렉터 주디는 "애국심은 왕실에 대한 사랑을 의미하지 않는다"는 제목의 기사를 발행했다. 이는 2010년 4월 중국의 저작권법을 위반하여 중국의 검열법을 위반했다는 혐의로 해고되었다. 2016년 3월 29일, 남방도시보의 숙련된 편집자이자 기자가 정부의 검열법 하에서는 일할 수 없다고 공개적으로 사임했다. 2008년 12월 16일, 남방도시보 부편집장 장이핑은 불특정한 이유로 하급 기자 역할로 강등되었다.

### 기후변화
2005년부터 2015년까지 남방도시보는 21세기에 중국의 기후변화 기여도를 조사하고 보도하는 251개의 기사를 발행했다. 이들 출판물은 81개국을 기준으로 중국이 기후 변화와 오염 관련 사망의 세계 최대 기여국이라고 주장했다. 중국 정부 관리들은 남방도시보에 이러한 출판물들을 삭제하도록 강요했는데, 이는 중국 정부에 대한 명예 훼손으로 간주되었기 때문이었다. 중국 정부는 이러한 출판물들이 주장된 내용들을 뒷받침할 과학적 증거가 부족하다고 주장했다. 이는 중국 내 비정부 기구뿐만 아니라 미국과 같은 서방 국가들로부터 대중의 반발을 초래했다. 이러한 캠페인들은 남방도시보와 같은 공공 미디어 매체에 대한 정부 개입의 폐지를 요구했다.

### 쑨즈강 사건
2003년 3월 20일, 쑨즈강 사건이 발생했다. 3월 21일, 남방도시보는 이 사건에 대한 기사를 남방도시보의 탐사 섹션에 게재했다. 남방도시보는 쑨즈강이 "강제 송환법"으로 인해 사망했다고 보도했는데, 남방도시보는 이 법이 경찰이 중국에서 합법적인 직업 허가증을 제공할 수 없는 사람을 구금하고 수감하기 위해 "극단적인" 무력을 사용할 수 있도록 허용했다고 밝혔다. 남방도시보의 기사는 아시아와 서방 국가 전역에서 대중의 반발을 불러일으켰다. 이러한 반발로 인해 2003년 4월 2일 중국에서 "강제 송환법"이 폐지되었다.(p. 59)

### 사스 유행 스캔들
2002년부터 2004년 사이의 사스 유행 동안, 중국 정부는 2002년 3월에 전국인민대표대회 회의를 소집했다. 이 회의에서 중국 정부는 언론 매체 내에서 중국 정부가 사스를 통제하고 있다는 메시지와 일치하지 않는 진술의 출판을 엄격히 금지했다. 남방도시보는 광둥성 지역의 사스 사례를 과소 보고하고, 이 지역의 의사와 사스 클리닉을 과대 보고하는 등 허위의 사스 통계를 발표하라는 명령을 받았다. 2003년 3월 20일, 남방도시보는 중국의 검열법에 따라 이 허위 정보를 일간지에 정부 성명의 형태로 게재했다. 남방도시보 편집자 청이중, 위화펑, 린민잉은 이 출판에 반대했다. 이에 대한 응답으로, 2003년 4월 4일, 이 편집자들은 보건부 차관 가오창을 인용하여 사스 유행이 중국 전역에서 통제 불능 상태라고 주장했고, 이 성명을 남방도시보의 일간지에 포함했다. 이에 대해 당시 광둥성 당 서기장이었던 장더장은 청, 위, 린에게 광저우시로 보고하도록 명령했다. 이는 중국 정부를 대신하여 구두 경고로 이어졌다.

### 클린턴-르윈스키 보도
1998년, 남방도시보는 인디애나주에 있는 남방도시보 국제 특파원으로부터 클린턴-르윈스키 스캔들을 상세히 기술한 국제 팩스를 받았다. 이 스캔들을 보도한 네 개의 광둥성 신문 중 남방도시보가 가장 인기가 많았으며, 1998년 1월 22일자 발행 부수는 100만 부 이상 판매되었다. 남방도시보의 편집장이자 기자 청이중은 이 스캔들에 대한 10페이지 분량의 발췌본을 승인했다. 이는 중국 정부 검열관들의 반발을 초래했다. 청은 1998년 1월 24일 익명의 정부 검열관으로부터 전화를 받았는데, 그는 1월 22일자 발행물을 "저속하다"고 언급하고, 남방도시보 발행물에서 검열법이 계속 위반될 경우 "심각한 처벌"이 있을 것이라는 비공식적인 위협을 했다고 주장했다.

### 청이중, 위화펑, 리민잉의 체포, 투옥 및 고문
남방도시보가 '쑨즈강 사건'을 보도하고 '강제 송환법'이 폐지된 후, 남방도시보는 정부 관리들과 광둥성 언론 검열관들의 엄격한 감시를 받았다. 청이중은 정부가 광고주들에게 신문과의 상호 작용을 중단하도록 권고했다고 주장했으며, 경찰관과 같은 정부 관리들에게는 남방도시보와의 인터뷰나 진술을 하지 말라고 명령했다고 주장했다. 2003년 11월, 중국 정부는 남방도시보, 특히 '쑨즈강 사건' 보도에 연루된 기자들인 청이중, 위화펑, 리민잉에 대한 공식 조사를 시작했다. 11월 27일, 광둥성 경찰은 남방도시보 본부를 급습하여 모든 세금 서류와 경비 보고서를 압수했다. 12월 2일 오전 11시경, 위화펑은 남방도시보 출판 본부 휴게실에서 사기 및 중국 정부에 대한 반역죄 혐의로 조사를 받기 위해 체포되었다. 이 조사는 1월 첫 두 주 동안 계속되었고, 두 번째 체포는 2004년 1월 6일에 일어났다. 리민잉도 사기 및 반역죄 혐의로 체포되었다. 1월 8일, 청은 익명의 경찰 내부고발자로부터 전화를 받았는데, 그에 따르면 위가 관리들에게 심하게 고문당했으며, 그 결과 자살을 시도했지만 실패했다고 한다. 2008년, 청은 작가 필립 판에게 "고통은 마치 내 심장을 비트는 칼 같았다. 죄책감과 분노가 동시에 느껴졌다. 그리고 그것은 시스템에 대한 나의 증오를 심화시켰다"고 말했다.
3월 18일, 청은 남방도시보의 편집장 직책에서 스스로 강등당해야 했다. 2004년 3월 22일, 위화펑은 베이징 중화인민공화국 최고인민법원에서 사기 및 반역죄로 유죄 판결을 받았고, 톈진시 량샹 교도소에서 최소 12년형을 선고받았다. 같은 날, 리민잉도 같은 혐의로 유죄 판결을 받고 옌칭 구 옌칭 교도소에서 11년형을 선고받았다. 2004년 3월 23일, 중국 인민무장경찰부대 소속 경찰관들이 광저우시에 있는 청의 아파트에서 그를 체포했다. 그는 쑨즈강 사건 보도를 위해 불법적인 금품을 수수한 혐의로 체포되었다. 그는 재판을 기다리며 광저우의 판위 교도소에 구금되었다. 청은 조롱과 햇빛 없는 독방 감금 등 심한 심리적 학대를 받았다고 보고했다. 청이 재판을 기다리는 동안, 남방도시보는 그의 석방을 지지하는 여러 캠페인을 시작했고, 4월에는 중국일보와 같은 주요 신문사들이 서명한 청원서를 시작했다. 4월 말, 대중의 인식이 확산되었고, 14명의 전현직 성 당 서기들이 청, 위, 리에 대한 증거 재검토를 요구했다. 이 증거 재검토는 푸양법원의 최고인민법원에서 재심으로 이어졌고, 8월 6일 전국인민대표대회 제10차 회의와 소양 총재판사는 청에게 모든 혐의에 대해 무죄를 선고했다. 리의 형량은 5개월 '수형 기간'으로 감형되었고, 8월 18일에 석방되었다. 위화펑의 형량은 '수형 기간'을 포함하여 4년으로 감형되었고, 2009년 말에 석방되었다.

## 수상 및 성과

### 1998년 FIFA 월드컵 남방도시보 보도
1998년 FIFA 월드컵 기간인 6월 10일부터 7월 12일까지, 남방도시보는 역사상 가장 긴 스포츠 행사 보도라는 전국 기록을 세웠다. 남방도시보는 43일 연속 월드컵 보도를 통해 이 기록을 달성했다. 이는 당시 중국 축구 팬들이 세계에서 가장 많았기 때문에 남방도시보가 광둥성 지역에서 지배적인 신문으로 자리매김하는 데 도움이 되었다.